# 共产主义革命者安得拉邦协调委员会
共产主义革命者安得拉邦协调委员会（Andhra Pradesh Coordination Committee of Communist Revolutionaries，缩写为APCCCR）是分裂自印度共产党（马克思主义）的左派组织。该组织的领导人是纳吉·雷迪（T. Nagi Reddy），当时他是安得拉邦立法会议的一名成员。其他主要人物还有D·V·拉奥、钱德拉·普拉·雷迪、Kolla Venkaiah。雷迪和拉奥都积极参与特伦甘纳武装斗争，拉奥制定了印度共产党的“安德拉命题”。

## 历史
APCCCR在1968年4月印共（马）巴尔达曼全体会议后从印共（马）中分离。这时，印共（马）的安得拉邦的14个县委员会中的11个站在APCCCR一边。约60%印共（马）党员在该邦，8000人（根据印共（马）领导人普查拉帕利·孙达拉雅的估计）加入了雷迪团体。他们还赢得了印共（马）出版物 Janashakti。
APCCCR隶属于共产主义革命者全印协调委员会（AICCCR），但由于政治分歧，APCCCR被驱逐。APCCCR倡导群众路线，而AICCCR谴责工会工作是“经济主义”。 APCCCR认为参加或抵制选举是一个战术问题，而AICCCR则认为这是一个战略问题。AICCCR指责APCCCR对中国共产党不忠。
APCCCRR被驱逐后，AICCCR迅速重组了安得拉邦分支，主要得到斯里卡库兰县支持。APCCCR的斯里卡库兰县委员会加入了印度共产党（马列）。
APCCCR在瓦朗加尔、卡姆马姆、卡因纳加尔、纳尔贡达、 东哥达瓦里县等地发动了有限的武装斗争。APCCCR倾向于将群众运动和武装斗争结合起来，并反对印共（马列）的消灭路线。
1969年4月，APCCCR发布了一项题为《抵制乡村选举——建立苏维埃村》的决议。
1969年12月，APCCCR的9名邦委员会成员在马德拉斯的一家旅馆被捕，其中包括纳吉·雷迪和D·V·拉奥。这对该组织是一个沉重的打击。1970年7月，由钱德拉·普拉·雷迪领导的一个新的邦委员会成立了。
APCCCR后来改名为共产主义革命者安得拉邦委员会（APCCR）（或称安得拉邦革命共产主义委员会）。
1971年，APCCR遭遇了严重的分裂，由钱德拉·普拉·雷迪领导的团体离开了该党（该团体仍使用名称APCCR），于1973年与印度共产党（马列）临时中央委员会合并。
1975年，APCCR与革命共产主义团结中心（马列）北部地区委员会、西孟加拉共产主义团结中心和革命者西孟加拉协调委员会一起组建了印度共产主义革命者团结中心（马列）。